# Herbert Deppe
Herbert Deppe (* 23. Oktober 1963) ist ein deutscher Mediziner und seit 2004 Extraordinarius für Zahnärztliche Chirurgie und Implantologie am Klinikum rechts der Isar der Technischen Universität München.

## Werdegang
Herbert Deppe studierte Zahnmedizin an der Ludwig-Maximilians-Universität München und wurde Mitglied im Corps Germania München. Nach seinem Studium absolvierte Deppe die Weiterbildung zum Facharzt für Oralchirurgie an der Klinik und Poliklinik für Gebiet Mund-, Kiefer- und Gesichtschirurgie der technischen Universität München, die er 1993 abschloss. Seit 2004 ist er Extraordinarius am Klinikum Rechts der Isar der technischen Universität München. Dem wissenschaftlichen Beirat der Deutschen Gesellschaft für Laserzahnheilkunde gehört er seit 2002 an. Außerdem ist er Berater im Sanitätsamt der Bundeswehr, in der Bayerischen Landesärztekammer ist er Mitglied des Prüfungsausschusses für Oralchirurgie. Europäischer Spezialist für Implantologie wurde er im Jahr 2006. Deppe ist Mitglied der Beratenden Sanitätsoffiziere der Bundeswehr und deren stellvertretender Sprecher.

## Publikationen (Auswahl)
- mit Bettina Hohlweg-Majert, Frank Hölzle, Marco R. Kesting, Stefan Wagenpfeil, Klaus-Dietrich Wolff und Manfred Schmitt: Content of urokinase-type plasminogen activator (Upa) and its inhibitor PAI-1 in oral mucosa and inflamed periodontal tissue. In: Quintessence International. Bd. 41, Nr. 2, 2010, ISSN 0033-6572, S. 165–171.
- mit Julia Auer-Bahrs, Andreas Kolk, Donald Hall und Stefan Wagenpfeil: Need for dental treatment following cardiac valve surgery: A clinical study. In: Journal of Cranio-Maxillo-Facial Surgery. Bd. 35, Nr. 6/7, 2007, S. 293–301, doi:10.1016/j.jcms.2007.07.002.
- mit Hans-Henning Horch und Andreas Neff: Conventional versus CO2 laser-assisted treatment of peri-implant defects with the concomitant use of pure-phase b-tricalcium phosphate: A 5-year Clinical report. In: International Journal of Oral and Maxillofacial Implants. Bd. 22, Nr. 1, 2007, ISSN 0882-2786, S. 79–86.
- mit Axel Stemberger und Marija Hillemanns: Effects of osteopromotive and anti-infective membranes on bone regeneration: an experimental study in rat mandibular defects. In: International Journal of Oral and Maxillofacial Implants. Bd. 18, Nr. 3, 2003, S. 369–376.
- mit Hans-Henning Horch, Julia Henke und Karl Donath: Peri-implant care of ailing implants with the carbon dioxide laser. In: International Journal of Oral and Maxillofacial Implants. Bd. 16, Nr. 5, 2001, S. 659–667.